# Generali Ladies Linz 2005
Il Generali Ladies Linz 2005 è stato un torneo di tennis giocato sul cemento indoor. È stata la 19ª edizione del Generali Ladies Linz, che fa parte della categoria Tier II nell'ambito del WTA Tour 2005. Si è giocato a Linz, in Austria, dal 24 al 30 ottobre 2005.

## Campionesse

### Singolare
Nadia Petrova ha battuto in finale  Patty Schnyder con il punteggio di 4–6, 6–3, 6–1

### Doppio
Gisela Dulko /  Květa Peschke hanno battuto in finale  Conchita Martínez /  Virginia Ruano Pascual con il punteggio di 6–2, 6–3